# Orka
Orka ali kit ubijalec (znanstveno ime Orcinus orca) je največja vrsta v družini delfinov (Delphinidae). Po svetovni razširjenosti je na drugem mestu med sesalci (takoj za človekom) in jo najdemo v vseh svetovnih oceanih od mrzlih arktičnih območij do toplih tropskih morjih. Po načinu življenja je plenilec s pestro prehrano, saj lovi ribe, morske želve, ptiče, plavutonožce, morske pse, morske krave in celo druge kite. S tem so orke na vrhu morske prehranjevalne verige. Orke občasno napadejo tudi vosate kite, posebno sive in sinje kite.
Orke so morski sesalci, ki so strahospoštovanje zbujale že v času, ko je vrsto opisal Plinij Starejši. Ime »kit ubijalec« kaže na navado teh živali, da napadejo kite, in ne pomeni, da bi ogrožale ljudi. Razen fanta, ki ga je orka napadla pri plavanju na Aljaski, ni potrjenih poročil o napadih ork na ljudi v divjini. Občasno pa poročajo o napadih ork na skrbnike v morskih parkih.

## Posnetki
- Imate z zagonom datotek težave? Poskusite si pomagati s pomočjo za predstavnostno gradivo.